# Akrosida macrophylla
Akrosida macrophylla är en malvaväxtart som först beskrevs av Oskar Eberhard Ulbrich, och fick sitt nu gällande namn av P.A. Fryxell och J. Fuertes. Akrosida macrophylla ingår i släktet Akrosida och familjen malvaväxter. Inga underarter finns listade i Catalogue of Life.